# Giovanni Croce
Giovanni Croce (1557 - 15 mai 1609) est un compositeur italien de la fin de la Renaissance, maître de chapelle de la Cappella Marciana à Venise. Il est principalement connu pour ses madrigaux. Il apparaît aussi sous les noms de Ioanne a Cruce Clodiensis et Zuanne Chiozotto.

## Biographie
Croce est né à Chioggia, petite ville de pêcheurs de l'Adriatique, au sud de Venise, où est également né Gioseffo Zarlino. Vers l'âge de 8 ans, il partit pour Venise où il fut membre du chœur de la Basilique Saint-Marc sous la direction de Zarlino. Celui-ci l'a vraisemblablement repéré dans le chœur de la cathédrale de Chioggia et l'a recruté pour Saint-Marc. Entré dans les ordres en 1585, Croce aurait été prêtre de la paroisse de Santa Maria Formosa. Pendant cette période, il servit en tant que chanteur à Saint Marc. De toute évidence, il a gardé des contacts avec sa paroisse de Santa Maria Formosa, probablement en tant que chef de chœur, tout en assurant son service à Saint Marc.
Après la mort de Zarlino, il devint assistant de Baldassare Donato, Maestro di cappella. À la mort de ce dernier en 1603, il obtint la charge de maître de chapelle, mais la qualité des chœurs de Saint Marc déclina à cette époque, sans doute plus en raison de sa santé chancelante que d'un manque de compétences musicales. Il est mort en 1609. Après son décès, la charge de Mastro di cappella échut à Giulio Cesare Martinengo jusqu'en 1613, puis à Monteverdi.

## Musique et influences
Croce a écrit moins de musique qu'Andrea et Giovanni Gabrieli dans le style polychoral, et sa musique n'est pas aussi célèbre. Cependant, il fut un compositeur renommé de l'époque et il eut une grande influence sur la musique italienne et européenne.